# Hugo Lloris
Hugo Hadrien Dominique Lloris (Niza, 26 de diciembre de 1986) es un futbolista francés que juega como portero en Los Angeles F. C. de la Major League Soccer.
Fue internacional con la selección de Francia en 145 partidos. Con la selección fue campeón de la Copa Mundial de 2018 y la Liga de Naciones 2020-21.

## Trayectoria

### En Francia
Hugo Lloris comenzó su carrera futbolística en las categorías inferiores del equipo de su ciudad natal, el OGC Niza. El 18 de marzo de 2006 debutó con el primer equipo contra el Stade Rennais y lo hace con victoria (1-0). Ese mismo año jugó otros tres partidos y llegó a la final de la Copa de la Liga de Francia con su equipo, aunque el trofeo finalmente lo ganó el A. S. Nancy. Al año siguiente consiguió la titularidad en la portería.
En 2008 Lloris se unió al Olympique Lyonnais, equipo que pagó 8,5 millones de euros para hacerse con sus servicios.

### Tottenham Hotspur
El último día antes del cierre del mercado de traspasos de la temporada 12-13 fichó por el Tottenham Hotspur F. C. de la Premier League, por un monto aproximado de 15 millones de euros logrando una buena temporada en la liga francesa. Lloris hizo su debut con los Spurs el 20 de septiembre de 2012 jugando los 90 minutos y manteniendo su valla invicta en el primer partido del club en la UEFA Europa League 2012-13 ante la S. S. Lazio en White Hart Lane. El francés debutó como titular en la Premier League el 7 de octubre de 2012 en la victoria 2-0 sobre el Aston Villa.
El 5 de octubre de 2019 sufrió una lesión en el codo tras caer en mala posición buscando cortar un servicio al área, por lo cual forzó a poner su brazo izquierdo que se dobló de forma poca ortodoxa en el partido jugado frente al Brighton, no regresando hasta enero de 2020.

### Los Angeles F. C.
El 30 de diciembre de 2023 Los Angeles Football Club anunció su incorporación para la temporada 2024, con opción de renovación para las temporadas 2025 y 2026. Disputó el torneo binacional Leagues Cup, donde LAFC quedaría subcampeón frente a Columbus Crew, pero posteriormente ganaría la Copa de Estados Unidos obteniendo así su primer título con el club angelino.

## Selección nacional
Fue pieza fundamental tanto de las selecciones juveniles como de la selección absoluta de Francia desde su debut con el combinado sub-18 en 2004. Hizo su debut con la selección absoluta en un amistoso ante Uruguay el 19 de noviembre de 2008. A partir de allí comenzó a jugar de forma más frecuente y sus actuaciones en las eliminatorias de la Copa Mundial de Fútbol de 2010, en especial ante la República de Irlanda en el repechaje, fueron cruciales para el éxito de Francia.
Fue incluido en la lista de 23 jugadores que participaron en el Mundial de Fútbol en Sudáfrica en 2010, jugando los tres partidos de su selección allí.

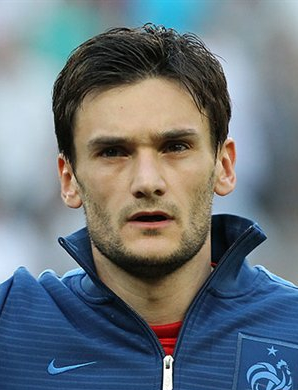
Hugo Lloris jugando para durante la Eurocopa 2012.

En 2012 fue incluido en la lista oficial de jugadores que representaron a Francia en la Eurocopa 2012 en Polonia y Ucrania, jugando los cuatro partidos de su selección y llevando el brazalete de capitán. Y estuvo a punto de perderlo pues en los cuartos de final de la Eurocopa 2012 España ganó 2-0.
El 13 de mayo de 2014, el entrenador de la selección francesa Didier Deschamps lo incluyó en la lista final de 23 jugadores que representaron a Francia en la Copa Mundial de 2014.
El 17 de mayo de 2018 el seleccionador Didier Deschamps lo incluyó en la lista de 23 para el Mundial. Este fue su tercero como arquero titular de Francia. El 15 de julio se proclamó campeón del mundo al derrotar en la final por 4-2 a Croacia.
Después de haber perdido la final de la Copa de Mundo de Catar 2022, el 9 de enero del 2023, anunció su retirada de la selección, defendiendo la divisa por cerca de 14 años.

### Participaciones en Copas del Mundo
| Mundial           | Sede      | Resultado        | Partidos | Goles encajados |
| ----------------- | --------- | ---------------- | -------- | --------------- |
| Copa Mundial 2010 | Sudáfrica | Fase de grupos   | 3        | 4               |
| Copa Mundial 2014 | Brasil    | Cuartos de final | 5        | 3               |
| Copa Mundial 2018 | Rusia     | Campeón          | 6        | 6               |
| Copa Mundial 2022 | Catar     | Subcampeón       | 6        | 7               |

### Participaciones en Eurocopas
| Eurocopa      | Sede              | Resultado        | Partidos | Goles encajados |
| ------------- | ----------------- | ---------------- | -------- | --------------- |
| Eurocopa 2012 | Polonia y Ucrania | Cuartos de final | 4        | 5               |
| Eurocopa 2016 | Francia           | Subcampeón       | 5        | 4               |
| Eurocopa 2020 | Europa            | Octavos de final | 4        | 6               |

### Participaciones en Liga de Naciones
| Liga de Naciones         | Sede   | Resultado      | Partidos | Goles encajados |
| ------------------------ | ------ | -------------- | -------- | --------------- |
| Liga de Naciones 2018-19 | Europa | Fase de grupos | 2        | 3               |
| Liga de Naciones 2020-21 | Italia | Campeón        | 8        | 8               |

## Estadísticas

### Clubes
Actualizado al último partido disputado el 31 de mayo de 2025.
| O. G. C. Niza Francia                  | 1.ª           | 2005-06       | 5   | 5   | 6  | 6  | ―   | ―   | 5   | 5   |
| O. G. C. Niza Francia                  | 1.ª           | 2006-07       | 37  | 37  | 0  | 0  | ―   | ―   | 37  | 37  |
| O. G. C. Niza Francia                  | 1.ª           | 2007-08       | 30  | 24  | 0  | 0  | ―   | ―   | 30  | 24  |
| O. G. C. Niza Francia                  | Total club    | Total club    | 72  | 66  | 6  | 6  | 0   | 0   | 78  | 72  |
| Olympique de Lyon Francia              | 1.ª           | 2008-09       | 35  | 27  | 3  | 0  | 8   | 16  | 46  | 43  |
| Olympique de Lyon Francia              | 1.ª           | 2009-10       | 36  | 33  | 2  | 3  | 14  | 12  | 53  | 48  |
| Olympique de Lyon Francia              | 1.ª           | 2010-11       | 37  | 40  | 2  | 1  | 8   | 14  | 47  | 55  |
| Olympique de Lyon Francia              | 1.ª           | 2011-12       | 36  | 48  | 8  | 6  | 10  | 10  | 53  | 64  |
| Olympique de Lyon Francia              | 1.ª           | 2012-13       | 2   | 2   | 1  | 2  | 0   | 0   | 3   | 4   |
| Olympique de Lyon Francia              | Total club    | Total club    | 146 | 150 | 16 | 12 | 40  | 52  | 202 | 214 |
| Tottenham Hotspur F. C. Inglaterra     | 1.ª           | 2012-13       | 27  | 29  | 1  | 2  | 5   | 3   | 33  | 34  |
| Tottenham Hotspur F. C. Inglaterra     | 1.ª           | 2013-14       | 37  | 50  | 2  | 4  | 6   | 4   | 45  | 58  |
| Tottenham Hotspur F. C. Inglaterra     | 1.ª           | 2014-15       | 35  | 48  | 1  | 2  | 8   | 5   | 44  | 55  |
| Tottenham Hotspur F. C. Inglaterra     | 1.ª           | 2015-16       | 37  | 34  | 0  | 0  | 9   | 11  | 46  | 45  |
| Tottenham Hotspur F. C. Inglaterra     | 1.ª           | 2016-17       | 34  | 24  | 1  | 4  | 8   | 9   | 43  | 37  |
| Tottenham Hotspur F. C. Inglaterra     | 1.ª           | 2017-18       | 36  | 35  | 0  | 0  | 7   | 8   | 43  | 43  |
| Tottenham Hotspur F. C. Inglaterra     | 1.ª           | 2018-19       | 33  | 33  | 0  | 0  | 11  | 15  | 44  | 48  |
| Tottenham Hotspur F. C. Inglaterra     | 1.ª           | 2019-20       | 21  | 21  | 2  | 3  | 4   | 13  | 27  | 37  |
| Tottenham Hotspur F. C. Inglaterra     | 1.ª           | 2020-21       | 38  | 45  | 5  | 8  | 5   | 6   | 49  | 59  |
| Tottenham Hotspur F. C. Inglaterra     | 1.ª           | 2021-22       | 38  | 40  | 4  | 5  | 1   | 2   | 43  | 47  |
| Tottenham Hotspur F. C. Inglaterra     | 1.ª           | 2022-23       | 25  | 39  | 0  | 0  | 6   | 6   | 31  | 45  |
| Tottenham Hotspur F. C. Inglaterra     | Total club    | Total club    | 361 | 398 | 16 | 28 | 70  | 82  | 447 | 508 |
| Los Angeles F. C. Estados Unidos       | 1.ª           | 2024          | 37  | 46  | 9  | 6  | ―   | ―   | 46  | 52  |
| Los Angeles F. C. Estados Unidos       | 1.ª           | 2025          | 14  | 17  | ―  | ―  | 7   | 8   | 21  | 25  |
| Los Angeles F. C. Estados Unidos       | Total club    | Total club    | 51  | 63  | 9  | 6  | 7   | 8   | 67  | 77  |
| Total carrera                          | Total carrera | Total carrera | 630 | 677 | 47 | 52 | 117 | 142 | 794 | 871 |
| (1) Hace referencia a goles encajados. |               |               |     |     |    |    |     |     |     |     |

## Palmarés

### Títulos nacionales
| Título                     | Club              | País           | Año  |
| -------------------------- | ----------------- | -------------- | ---- |
| Copa de Francia            | Olympique de Lyon | Francia        | 2012 |
| Supercopa de Francia       | Olympique de Lyon | Francia        | 2012 |
| Copa de los Estados Unidos | Los Angeles F. C. | Estados Unidos | 2024 |

### Títulos internacionales
| Título                      | Club (*)                    | País              | Año  |
| --------------------------- | --------------------------- | ----------------- | ---- |
| Campeonato Europeo Sub-19   | Selección de Francia sub-19 | Irlanda del Norte | 2005 |
| Copa del Mundo              | Selección de Francia        | Rusia             | 2018 |
| Liga de Naciones de la UEFA | Selección de Francia        | Italia            | 2021 |

(*) Incluyendo la selección.

### Distinciones individuales
| Distinción                                                      | Año              |
| --------------------------------------------------------------- | ---------------- |
| Equipo del año en la Ligue 1                                    | 2009, 2010, 2012 |
| Mejor Portero de la Ligue 1                                     | 2009, 2010, 2012 |
| Nominado al Balón de Oro                                        | 2016, 2018,      |
| Nominado al The Best FIFA Al Portero del año (2.º)              | 2018             |
| 2.º Mejor portero del mundo según la IFFHS                      | 2018             |
| Nominado al Portero del año de la UEFA (3.º)                    | 2019             |
| Nominado al Trofeo Yashin                                       | 2019             |
| 5.º Mejor portero del mundo según la IFFHS                      | 2019             |
| Parte de los 100 mejores jugadores del mundo según The Guardian | 2022             |

## Vida personal
Su hermano menor Gautier Lloris también es futbolista.
Lloris conoció a su esposa Marine mientras estudiaba en el Lycée Thierry Maulnier en 2002. El 23 de septiembre de 2010, anunció el nacimiento de su hija, Anna-Rose. Se casaron en la Église Saint-François-de-Paule en Niza en 2012. Otra hija, Giuliana, nació en 2014 justo antes del Mundial de Brasil. Su hijo Léandro nació el 20 de septiembre de 2019.
En 2008, mientras Lloris jugaba en el Niza, falleció su madre. Tan solo dos días después de su fallecimiento, se ganó el respeto nacional al rechazar una baja por duelo del entrenador Frédéric Antonetti, optando en cambio por jugar un partido de liga con el Niza.
El 10 de agosto de 2010, Lloris fue nombrado, junto con su compañero de selección Karim Benzema, para aparecer en la portada de la versión francesa de FIFA 11.
El 24 de agosto de 2018, Lloris fue acusado de conducir bajo los efectos del alcohol tras ser detenido por la policía en el oeste de Londres. Posteriormente, Lloris se declaró culpable ante el Tribunal de Magistrados de Westminster y admitió haber superado el doble del límite de alcohol permitido para conducir. Recibió una multa de 50 000 libras y se le prohibió conducir durante 20 meses.